# Московская школа нового кино
Московская школа нового кино — образовательная автономная коммерческая организация. Днем рождения школы считается 3 декабря 2012 года.
На сегодняшний день в Школе существует семь основных направлений обучения: режиссёрское мастерство, операторское мастерство, сценарное мастерство, актёрское мастерство, кинокритика, видеоарт, МШНК.Театр. Некоторые лаборатории ветвятся на разные направления.
Зачисление в Школу проводится на основании успешно пройденных вступительных испытаний и собеседования.

## История
Московская школа нового кино была основана в 2012 году продюсером Геннадием Костровым и режиссёром Дмитрием Мамулией. По их задумке, школа должна была стать не просто очередным учебным заведением, а экспериментальной площадкой, способной дать старт целому кинематографическому движению. Словами организаторов МШНК, задача школы — «вернуть студентам „свои глаза“, научить „не только и не столько ремеслу, но и самобытному авторскому видению“».
В 2012 году МШНК осуществила первый набор студентов на 3 факультета: режиссёрский, сценарный и киноведения. Таким образом, Школа открыла двери для 100 студентов.

## Мастерские и лаборатории
- Режиссёрская мастерская (общая)
- Лаборатория кинооператорского мастерства и режиссуры
- Лаборатория режиссуры монтажа
- Мастерская полного метра
- Постпродакшн в кино: цветокоррекция, графика, спецэффекты
- Мастерская исполнительного продюсера
- Лаборатория режиссуры и операторского мастерства Фреда Келемена
- Лаборатория Дмитрия Мамулии
- Режиссёрская мастерская Артура Аристакисяна
- Мастерская режиссуры монтажа Сергея Иванова
- Мастерская неигрового кино Дмитрия Кубасова
- Кинооператорская мастерская Алексея Родионова
- Сценарная мастерская Олега Дормана
- «Мастерская киноактера» Клима
- Лаборатория театральной режиссуры и актёрского мастерства Юрия Муравицкого и Светланы Михалищевой
- Актёрская мастерская Юрия Муравицкого
- Мастерская видеоарта Виктора Алимпиева
- Мастерская кинокритики Алексея Гусева
- Сценарно-режиссерская мастерская Геннадия Островского
- Операторская лаборатория Олега Лукичева

## Преподаватели
Среди преподавателей Московской школы нового кино : Фред Келемен, Пьер Леон, Дмитрий Мамулия, Бакур Бакурадзе, Ираклий Квирикадзе, Павел Бардин, Артур Аристакисян, Клим Шипенко, Александр Митта, Николай Хомерики, Павел Руминов, Сергей Лозница, Кирилл Миханковский, Андрей Стемпковский, Василий Сигарев, Марина Голдовская, Игорь Волошин, Виктор Гинзбург, Александр Миндадзе, Тим О’Релли, Рустам Хамдамов, Тофик Шахвердиев, Сергей Мокрицкий, Илья Томашевич, Тигран Агавелян, Владимир Могилевский, Евгений Добреля, Анатолий Васильев, Юрий Муравицкий, Михаил Угаров, Клим, Дарья Носик, Екатерина Носик, Анна Абалихина, Екатерина Степпе, Олег Дорман, Мария Зелинская, Саша Денисова, Михаил Дурненков, Евгений Казачков, Любовь Мульменко, Любовь Стрижак, Марина Потапова, Геннадий Островский, Максим Курочкин, Беленицкая Нина, Андрей Стадников, Белецкий Родион, Михаил Елизаров, Дмитрий Глуховский, Олег Лукичев, Евгений Привин, Максим Трапо, Максим Осадчий, Алишер Хамидходжаев, Федор Лясс, Александр Симонов, Кирилл Бобров, Пётр Хазизов, Сергей Юриздицкий, Александр Буров, Ксения Никольская, Александр Павлов, Виктор Олимпиев, Карина Караева, Галина Мызникова, Сергей Проворов, Арсен Готлиб, Юлия Мишкинене, Валерий Федорович, Хуан Торрес, Ситора Алиева, Сергей Ливнев, Дмитрий Фикс, Александр Роднянский, Владимир Федорович, Анна Гуткова, Наталья Дрозд, Евгений Марголит, Максим Семенов, Антон Мазуров, Андрей Шемякин, Зара Абдуллаева, Михаил Ратгауз, Борис Нелепо, Кирилл Адибеков, Алексей Медведев, Николай Изволов, Любовь Аркус, Мария Кувшинова, Инна Кушнарева, Диляра Тасбулатова, Даниил Дондурей, Евгений Майзель, Антон Долин, Александр Якимович, Ксения Голубович, Игорь Чубаров, Олег Аронсон, Михаил Ямпольский, Ян Левченко, Нина Сосна, Валерий Подорога, Елена Петровская, Ольга Седакова, Кирилл Кобрин, Наталья Смолянская, Сергей Хоружий, Павел Пепперштейн, Владимир Мартынов, Геннадий Костров, Анжей Захарищев Фон Брауш, Вадим Руднев, Доброва Ульяна, Шурупова Елизавета, Татьяна Шулика, Екатерина Шахворостова, Галина Стрижевская, Иван Китаев, Ираида Юсупова, Игорь Кадыров (недоступная ссылка), Глеб Лозинский (недоступная ссылка), Катя Щеглова (недоступная ссылка), Ирина Гражданкина, Анастасия Нефедова.

## Международная интеграция
В школе преподают и читают отдельные мастер-классы зарубежные специалисты:
- Пьер Леон — кинокритик, актёр, сценарист, режиссёр, «Идиот» (2008), «Например, Электра» (2013). Преподает в Школе курс «Режиссёр и актёр», одна из основных задач которого, научить режиссёра работать с актерами. Преподаватель во французской киношколе La Fémis.
- Фред Келемен — немецкий режиссёр и оператор «Падение» (2005), «Человек из Лондона» (2007), «Туринская лошадь» (2011). Член жюри кинофестивалей в Берлине, Гранаде, Фессалониках, Стамбуле, Токио, Бангкоке и др. Член Европейской киноакадемии.
- Питер Гринуэй — британский режиссёр «Зед и два нуля» (1985), «Повар, вор, жена и её любовник» (1989), «Интимный дневник» (1996), «Гольциус и Пеликанья компания» (2013). Автор более 40 работ для кино и телевидения, командор ордена Британской империи.
- Пол Верховен — нидерландский и американский режиссёр «Турецкие сладости» (1973), «Робокоп» (1987), «Основной инстинкт» (1992), «Чёрная книга» (2006). Лауреат премии «Сатурн», премии Венецианского кинофестиваля. Номинирован на «Оскар», главный приз Каннского кинофестиваля, приз Европейской киноакадемии, приз Британской киноакадемии.

## Партнерство с зарубежными киношколами
- La Femis — французская киношкола, одна из лучших киношкол мира, согласно рейтингу The Hollywood Reporter
- Baltic Film and Media School — балтийская киношкола (Таллин, Эстония)
- Zurich University of the Arts — цюрихский университет искусств (Швейцария)
- Internationale ﬁlms Schule Köln — кельнская международная киношкола (Германия), вторая киношкола Германии по мнению FOCUS
- Akademi jeumetnosti — белградская академия искусств (Сербия)
- DFFB — берлинская киношкола (Германия)
- FAMU — пражская киношкола (Чехия)
- CinemadaMare — кинофестиваль (Италия)

## Практика
Студенты постоянно вовлечены в съемочный процесс:
- студенты всех факультетов на регулярной основе получают задания на съемку зарисовок и коротких работ, которые позже обсуждаются с преподавателем лично и на занятиях
- студенты операторского факультета проходят практику на съемочной площадке у Олега Лукичева, а также в съемочных павильонах партнеров Школы
- студенты-режиссёры снимают свои фильмы и ролики
- студенты-звукорежиссёры обучаются мастерству в студиях звукозаписи

## Награды
Фильм студентки МШНК Валентины Антоновой «Body’s memory» получил особую отметку жюри и диплом фестиваля Thessaloniki International Film Festival в Греции.
Фильм «Презрение» студентов МШНК режиссёра Жанны Карабалаевой и оператора Ивана Громова получил приз жюри «Лучшая операторская работа» XXI открытого фестиваля студенческих и дебютных фильмов Святая Анна.
Фильм «София» (Россия-Болгария) студентки МШНК режиссёра Жанны Карабалаевой и продюсера Ильи Шерстобитова по итогам X международного фестиваля короткого метра «Sesily» Тбилиси получил специальный диплом фестиваля за «Лучшее исполнение женской роли».
Фильм «Рождество» студентов МШНК операторов Руслана Федотова и Александры Кулак получил диплом жюри XXI открытого фестиваля студенческих и дебютных фильмов Святая Анна.
Короткометражный фильм «Москва-сортировочная» студента Школы режиссёра Андрея Клычникова удостоился специального упоминания жюри Международного онлайн кинофестиваля Kinodot «за увлекательный и минималистичный рассказ о мимолетных связях, возникающих между людьми»
Фильм «Четырнадцать шагов» студентов МШНК режиссёра Максима Шавкина и оператора Антона Громова получил главный приз «Лучший короткометражный фильм» 36 Московского Международного кинофестиваля, вошел в программу «Синефондасьен» Каннского кинофестиваля 2015, участвует в показе кинофестиваля «Зеркало-2015», а также получил приз зрительских симпатий «Арт-линия» за лучший короткометражный фильм в рамках 12-го московского фестиваля отечественного кино «Московская премьера».
Фильм «Как жизнь без любви» студентки МШНК Светланы Самошиной вошёл в программу «Короткий метр» кинофестиваля «Кинотавр-2015»

## Критика
Проект «Актерская школа #24» под руководством театрального режиссёра Константина Богомолова, который был широко освещён в СМИ, так и не открылся при Московской школе нового кино, несмотря на два этапа собеседований и перенос срока начала обучения.